# Carlo Ilarione Petitti di Roreto
Carlo Ilarione Petitti comte di Roreto (né le 21 octobre 1790 à Turin, dans l'actuelle région du Piémont, alors capitale du royaume de Sardaigne et mort dans la même ville le 10 avril 1850) est un économiste, écrivain, conseiller d'État, sénateur et homme politique italien du XIXe siècle, dans le royaume de Sardaigne, à l'époque du Risorgimento.

## Biographie
Carlo Ilarione Petitti comte di Roreto obtient son diplôme de droit en 1816 à l'université de Gênes. Directeur général adjoint à Chambéry (Savoie), il est nommé intendant général d'Asti (1819) puis de Coni (1826), puis membre du nouveau Conseil d'État (1831) du roi Charles-Albert de Sardaigne, et membre de l'Académie des sciences de Turin en 1839.
En 1836, il assume la vice-présidence de la Commission supérieure de statistique créée par le gouvernement de Sardaigne. En 1842, il est l'un des fondateurs, avec Camillo Cavour, de l'Associazione Agraria di Torino. Au côté de Vincenzo Gioberti, Massimo d'Azeglio et de Cesare Balbo, il est  parmi les libéraux les plus en vue, l'intellectuel de référence et le  politicien le plus écouté du début du Risorgimento au XIXe siècle. En 1848, il est nommé sénateur du Royaume de Sardaigne. Il meurt à Turin le 10 avril 1850 à l'âge de 60 ans.

## Famille
Carlo Ilarione Petitti comte di Roreto est le fils du comte Giuseppe Antonio Petitti de Roreto (1729-1795) et de Innocenza Gabriella Ferrero Ponziglione di Borgo d'Ale (1767-1797).
Il se  marie à Alexandrie en 1813 avec une fille noble italienne Gabriella Genna Maria de Cocconato (de 1791 à 1826), avec qui il aura quatre enfants: 
- Alexandro (1813-1841),
- Agostino (1814-1890),
- Maurizio (1816-1852)
- Giuseppe (1824-1886).

## Œuvres

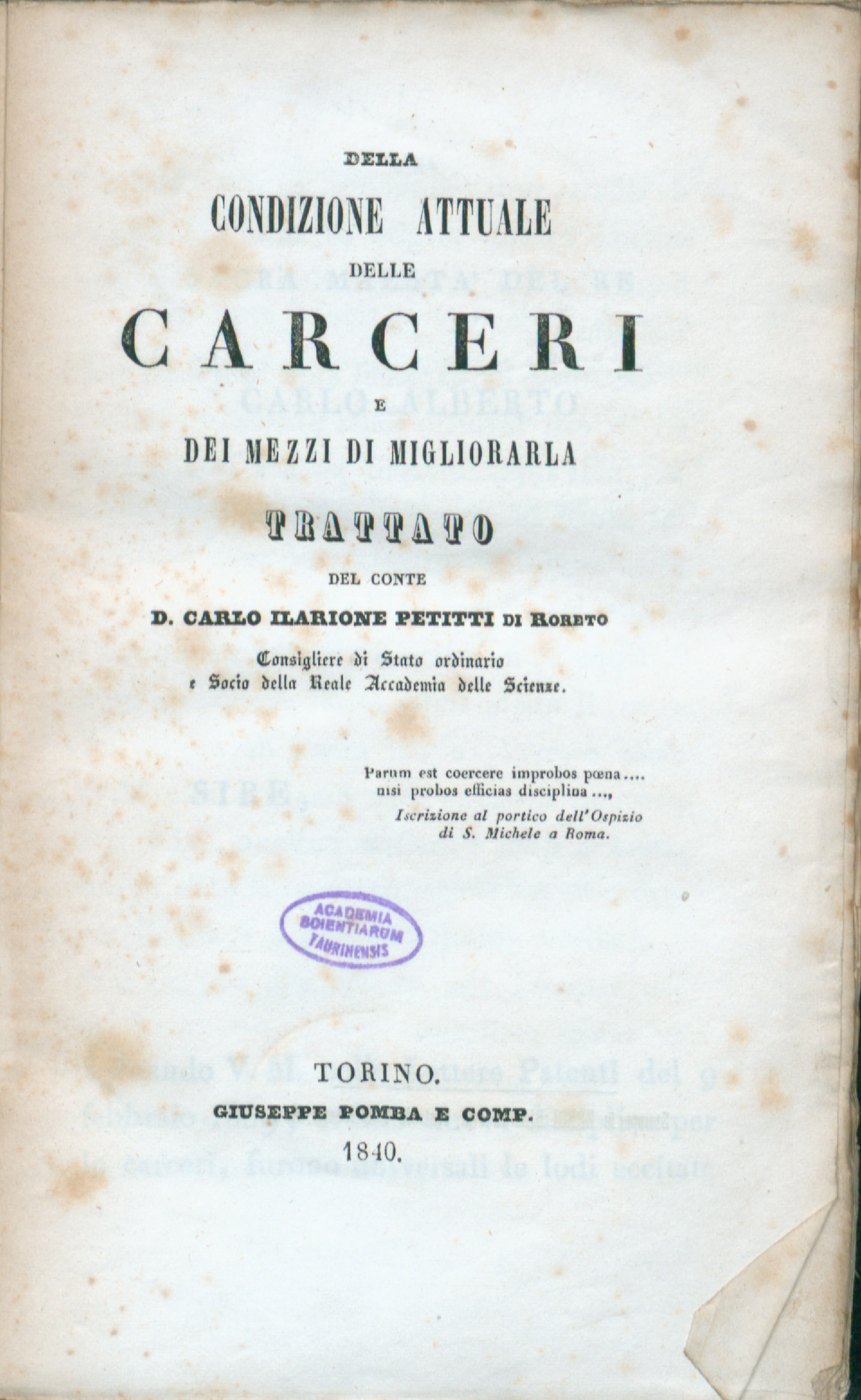
Della condizione attuale delle carceri e dei mezzi di migliorarla, 1840

- (it) : Saggio sul buon governo della mendicità, degli istituti di beneficenza e delle carceri, Bocca, Turin, 1837.
- (it) Della condizione attuale delle carceri e dei mezzi di migliorarla, Torino, Pomba, 1840 (lire en ligne)
- (it) : Sul lavoro de’ fanciulli nelle manifatture, Lettere al direttore delle “Letture di Famiglia”, Turin, 1942-1944;
- (it) : Delle strade ferrate italiane e del miglior ordinamento di esse. Cinque discorsi, Tipografia Elvetica, Capolago, 1845;
- (it) : Delle più probabili future condizioni del commercio ligure. Tre lettere a Michele Erede, Tip. Sordomuti, Genoa, 1847;
- (it) : Considerazioni sopra la necessità di una riforma de’ tributi con alcuni cenni su certe spese dello Stato, Successori Pomba, Turin, 1850;
- (it) : Del gioco del lotto considerato ne’ suoi effetti morali, politici ed economici, Stamperia Reale, Turin, 1853;
- (it) : Opere Scelte, Fondazione Luigi Einaudi, Turin, 1969.

## Sources
- (it) Cet article est partiellement ou en totalité issu de l’article de Wikipédia en italien intitulé « Carlo Ilarione Petitti di Roreto » (voir la liste des auteurs).
- (it) « Senatori del Regno di Sardegna », sur senato.it (consulté le 2 juillet 2012), PETITTI DI RORETO Carlo.